# 아메리칸 알파

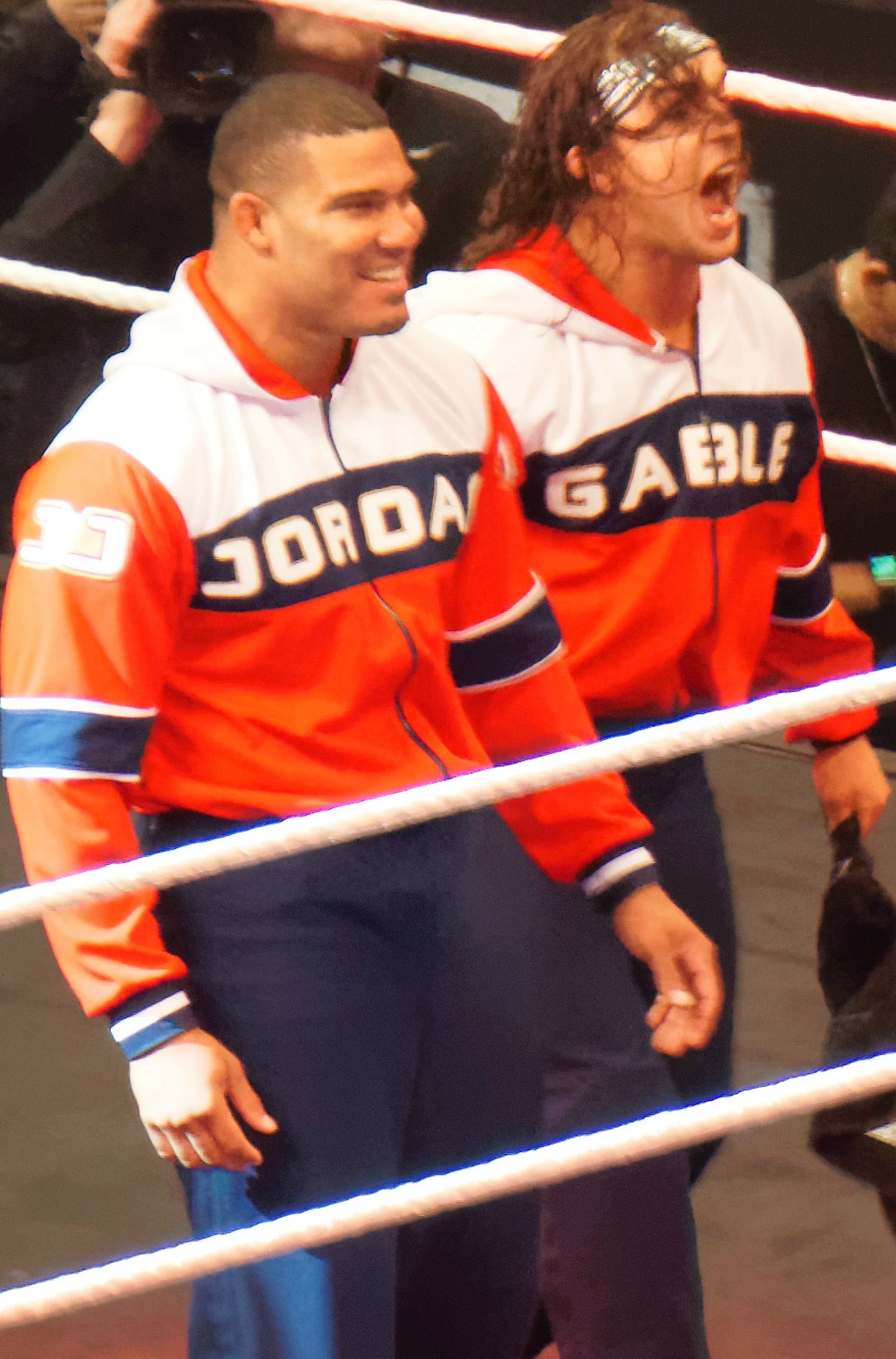

아메리칸 알파(American Alpha)는 WWE에서 활동하는 선역 태그팀이다. 2015년 ~ 2016년에서 WWE NXT에서 활동을 했다가 2016년 8월 2일 WWE 스맥다운에서 등장을 했다. 채드 게이블 & 제이슨 조던으로 구성되어있다. 그러나 2017년에 조던이 RAW로 이적하면서 아메리칸 알파는 공식적으로 해체되고 만다.

## 수상

### WWE
- WWE 스맥다운 태그팀 챔피언 1회  - 2016년

### WWE NXT
- WWE NXT 태그팀 챔피언 1회 - 2015년

## 신체 조건
- 채드 게이블: 5 ft 8 in (1.74 m)

- 제이슨 조던: 6 ft 3 in (1.90 m)